# Anacroneuria fiorentini
Anacroneuria fiorentini är en bäcksländeart som beskrevs av De Ribeiro och Froehlich 2007. Anacroneuria fiorentini ingår i släktet Anacroneuria och familjen jättebäcksländor. Inga underarter finns listade i Catalogue of Life.